# Heremites
Heremites is een geslacht van hagedissen uit de familie skinken (Scincidae).
De wetenschappelijke naam van de groep werd voor het eerst voorgesteld door John Edward Gray in 1845. Er zijn drie soorten die lange tijd tot het geslacht Mabuya behoorden. In de literatuur worden ze vaak onder hun oude naam vermeld.

## Verspreiding en habitat
De soorten komen voor in delen van noordelijk Afrika, het Midden-Oosten en westelijk Azië en leven in de landen Afghanistan, Algerije, Armenië, Azerbeidzjan, Bahrein, Cyprus, Egypte, Eritrea, Ethiopië, Griekenland, Irak, Iran, Israël, Jordanië, Libanon, Libië, Oezbekistan, Oman, Qatar, Rusland, Saoedi-Arabië, Syrië, Tunesië, Turkije, Turkmenistan, mogelijk in Pakistan en Soedan.
Door de internationale natuurbeschermingsorganisatie IUCN is aan alle soorten een beschermingsstatus toegewezen. De drie soorten worden beschouwd als 'veilig' (Least Concern of LC).

## Soorten
Het geslacht omvat de volgende soorten, met de auteur en het verspreidingsgebied.
| Naam                      | Auteur         | Verspreidingsgebied |
| ------------------------- | -------------- | --- |
| Heremites auratus         | Linnaeus, 1758 | Azerbeidzjan, Bahrein, Eritrea, Ethiopië, Griekenland, Irak, Iran, Oezbekistan, Rusland, Saoedi-Arabië, Syrië, Turkije, Turkmenistan, mogelijk in Pakistan en Soedan. |
| Heremites septemtaeniatus | Reuss, 1834    | Afghanistan, Armenië, Azerbeidzjan, Bahrein, Eritrea, Irak, Iran, Oman, Qatar, Saoedi-Arabië, Syrië, Turkije, Turkmenistan                                            |
| Heremites vittatus        | Olivier, 1804  | Algerije, Cyprus, Egypte, Irak, Iran, Israël, Jordanië, Libanon, Libië, Syrië, Tunesië, Turkije                                                                       |